# Antiguo convento de San Pedro de Alcántara (Santa Cruz de Tenerife)
El convento de San Pedro de Alcántara fue el vigésimo y último que la Orden Franciscana fundó en Canarias, y el segundo en Santa Cruz de Tenerife tras el dominico de la Consolación, hecho éste que ocurre en el año 1680, no sin antes la oposición de los dominicos.

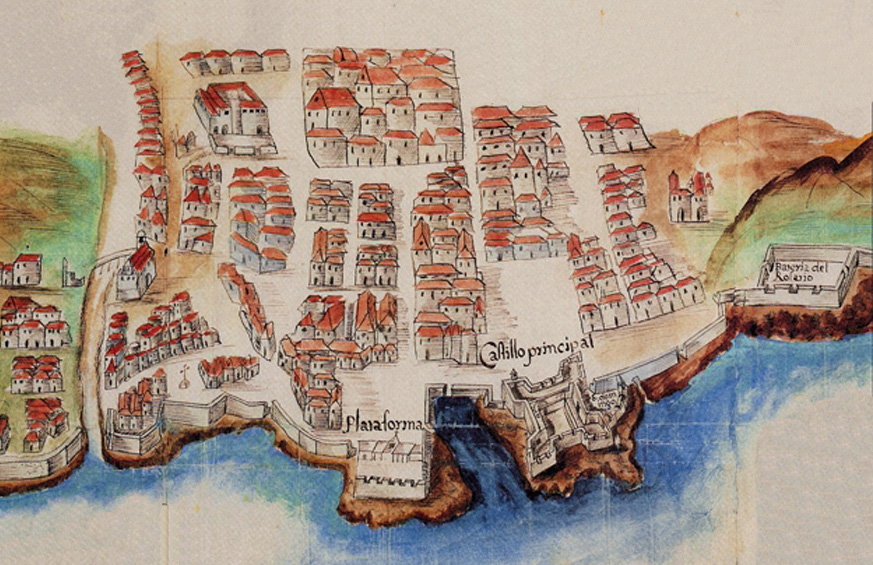
Mapa de Santa Cruz de 1701. El Convento es la última construcción de la derecha, sin contar la fortificación costera

El convento fue creciendo a medida que el puerto de la ciudad se desarrolla, de tal manera que a pesar de ser el último franciscano llegó a tener gran preponderancia entre sus hermanos.
Tal fue el auge que alcanzó, que hasta en la parroquia matriz, la Concepción santacrucera, se sintieron agraviados por la suntuosidad de la torre conventual, de manera que tras un litigio por el número de campanas resuelto en favor de los franciscanos, optaron por hacer su propia torre aún más alta. Ambas torres fueron los referentes en el skyline de Santa Cruz durante más de siglo y medio.
A raíz de las leyes de exclaustración de la primera mitad del siglo XIX, las habitaciones conventuales fueron requisadas para casas consistoriales y así, en 1822, se establece allí el ayuntamiento. Con posterioridad pasaron por aquellas históricas paredes la cárcel, la escuela Municipal de Dibujo y un colegio de segunda enseñanza. En la huerta se construyó la actual plaza del Príncipe y ya en la década de los 30 del siglo XX se derriban los claustros para construir en su lugar los edificios que vemos en la actualidad: la sede santacrucera del Tribunal Superior de Justicia, el Museo de Bellas Artes y otras dependencias municipales.
La gran iglesia conventual de tres naves, tras permanecer algún tiempo cerrada, se vuelve a abrir en 1848, con el título de ayuda de parroquia y desde 1869 es la Parroquia de San Francisco de Asís, la segunda en importancia artística e histórica en Santa Cruz, tras la iglesia matriz.
La anexa Capilla de la Venerable Orden Tercera, al no verse afectada por la exclaustración de conventos siguió con sus funciones normales, hasta que en 1935 la Orden Tercera franciscana la cede a la Primera Orden para que construyan sobre dicha capilla una nueva residencia, fábrica que vemos en la actualidad. Tras varias salidas y vueltas, actualmente vuelve a haber una pequeña comunidad de Hermanos franciscanos en esta histórica capilla, como herederos del desaparecido gran espacio conventual de San Pedro Alcántara.

## Galería

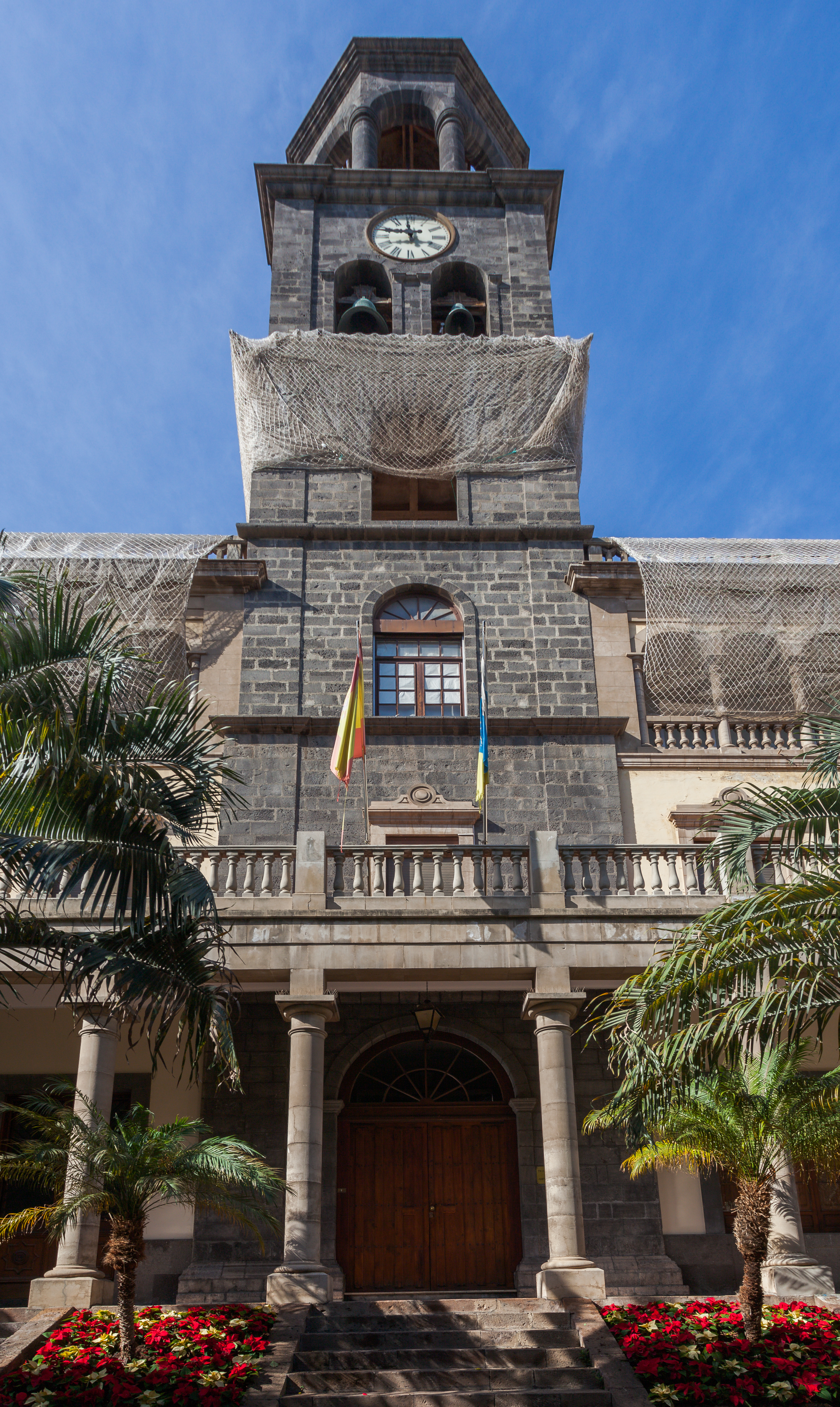
Antigua torre del convento, actual acceso al palacio de Justicia
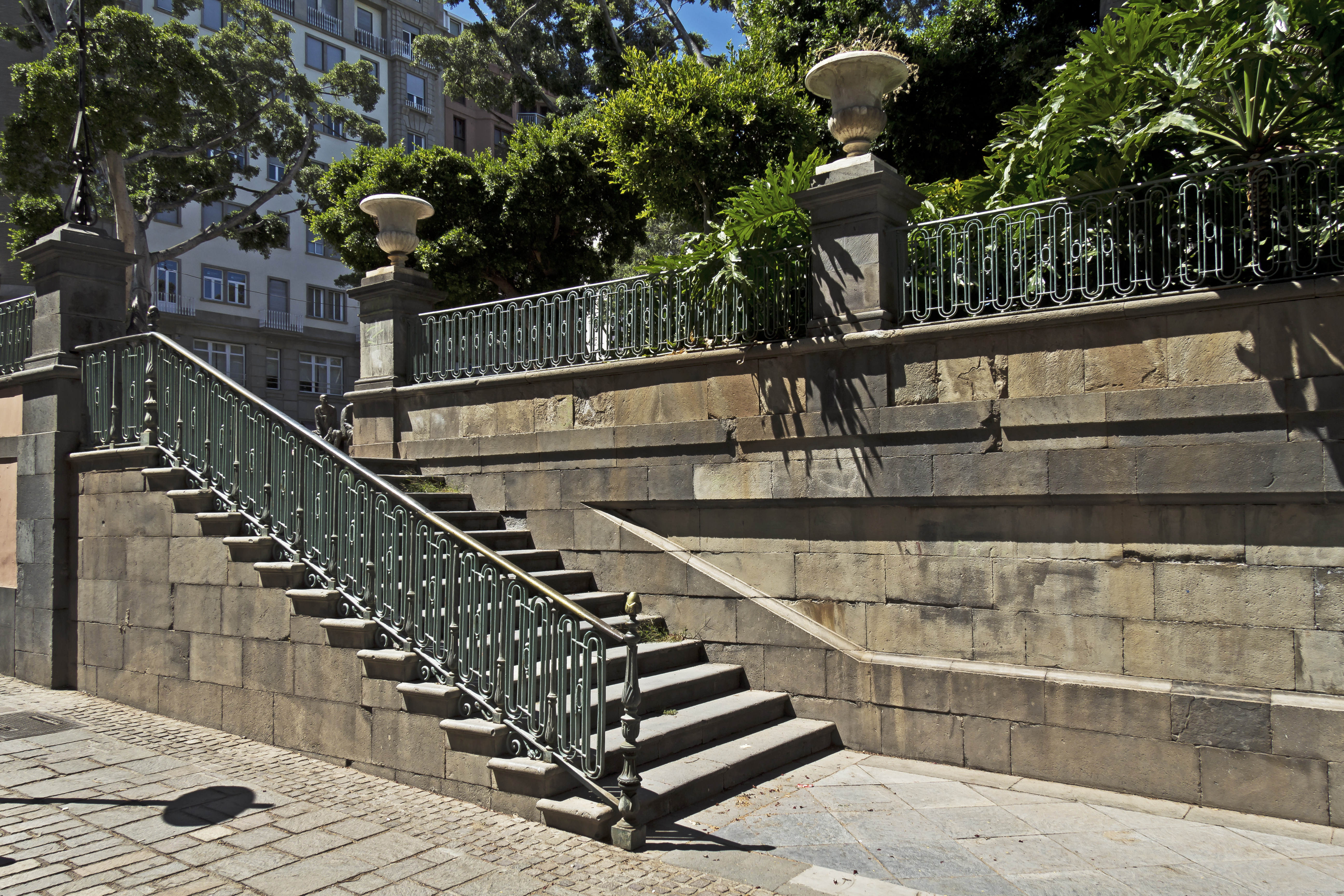
Acceso a la Plaza del Príncipe, desde el Museo de Bellas Artes
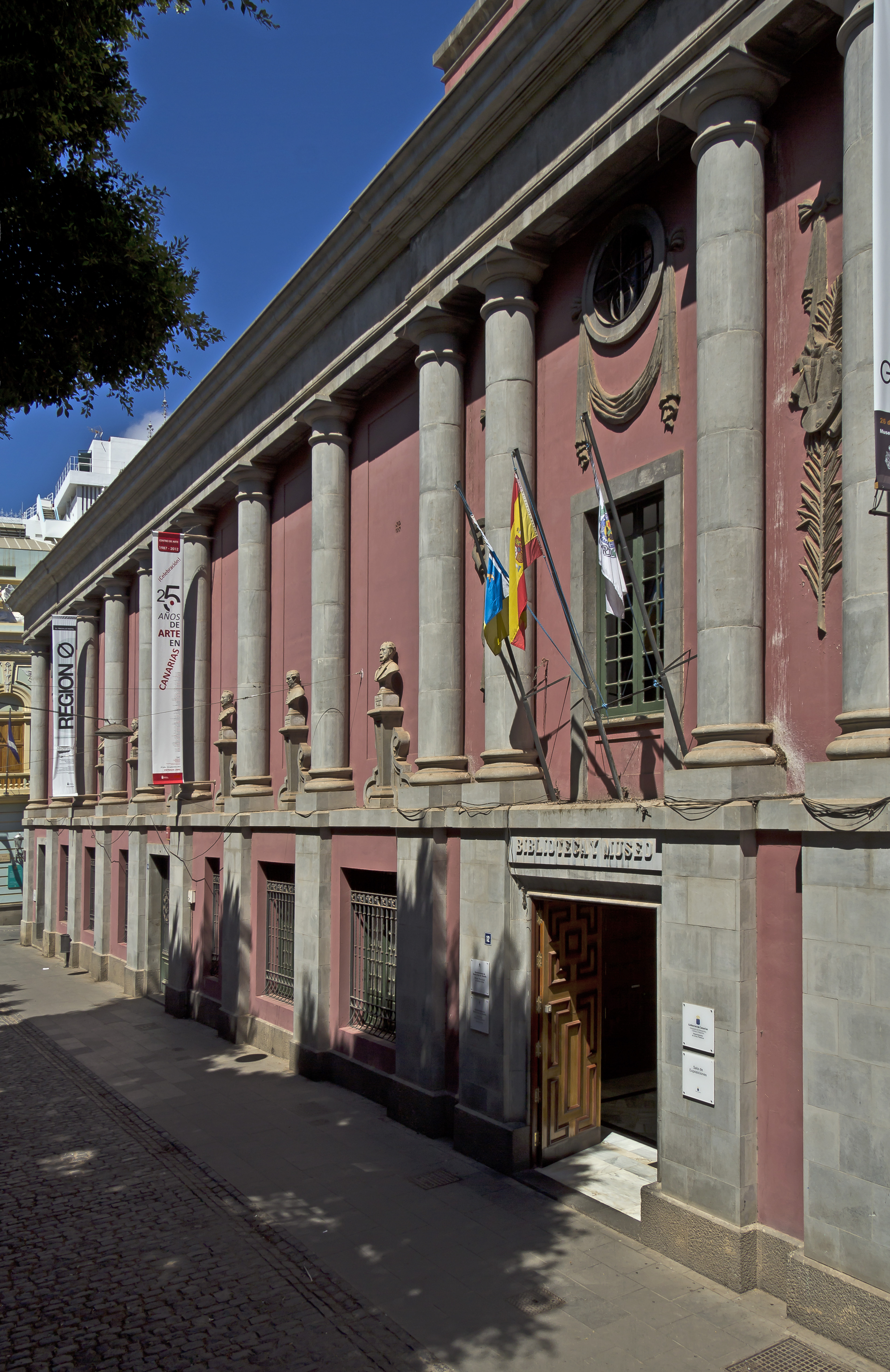
Museo Municipal de Bellas Artes